# ميكو سترومبرغ
ميكو سترومبرغ (بالفنلندية: Mikko Strömberg)‏ هو لاعب هوكي الجليد فنلندي، ولد في 5 مارس 1979 في هلسنكي في فنلندا.

## وصلات خارجية
- ميكو سترومبرغ على موقع EliteProspects.com (الإنجليزية)
- ميكو سترومبرغ على موقع Eurohockey.com (الإنجليزية)
- ميكو سترومبرغ على موقع HockeyDB.com (الإنجليزية)